# Ladja za razsuti tovor
Ladja za razsuti tovor (ang.Bulker) je vrsta transportne ladje, prirejene za transport razsutega tovora (v rinfuzi). Tovori so po navadi premog, ruda, cement, žito in drugo. Prvo specializirano ladjo so zgradili leta 1852, manj prirejene so obstajale že tisočletja prej. Razvoj bolj sofisticiranih ladij je vodila industrijska revolucija in potrošništvo. Današnje ladje so zasnovane za čim večjo kapaciteto, ekonomičnost in varnost.
Velikosti so ladij so različne od "mini bulkerjev" z mosilnostjo 2000 ton do 400.000 ton nosilnosti (DWT). Nekatere ladje z nosilnostjo okrog 100 000 ton imajo v nekaterih primerih opremo za pretovor, ultraveliki potrebujejo pristaniško opremo.
Svetovno floto sestavlja 6225 plovil z nosilnostjo nad 10 000 ton (DWT). Več kot polovica ladij za razsuti tovor ima grške, japonske ali kitajske lastnike, kar četrtina ladij je registrirana v Panami. Največji graditelj je Južna Koreja.
Raztovarjanje velikih ladij lahko traja tudi do pet dni. Posadke so po navadi do 30 ljudi.

## Kategorije po regiji
| Glavne kategorije ladij za razsuti tovor |                  |                    |              |                   |                 |
| Kategorija                               | Velikost DWT     | Ladje (po številu) | Delež tovora | Cena (nova ladja) | Cena (rabljena) |
| Handysize                                | 10.000 do 35.000 | 34%                | 18%          | $25M              | $20M            |
| Handymax                                 | 35.000 do 59.000 | 37%                | 18%          | $25M              | $20M            |
| Panamax                                  | 60.000 do 80.000 | 19%                | 20%          | $35M              | $25M            |
| Capesize                                 | 80.000 in čez    | 10%                | 62%          | $58M              | $54M            |

- "Kamsarmax" : Največja dolžina 229 metrov, večje od panamax, prilagojene za Kamsar pristanišče (boksitna ruda)
- "Newcastlemax" : Maksimalna širina 50 metrov in dolžina 300 metrov, prilagojena za pristanišče Newcastle, Novi Južni Wales v Avstraliji, približno nosilnosti 185 000 ton (DWT)[6]
- "Setouchmax" : Približno 203 000 (DWT), največja plovila, ki lahko plujejo skozi morje Setouch, Japonska
- "Seawaymax" : Največja dolžina 226 metrov, največji ugrez 7,92 m, nosilnost največ 28 502 (DWT), največje plovilo, ki lahko pluje po reki svetega Lovrenca do velikih jezer, Kanada
- "Malaccamax" : Dolžina največ 330 m, ugrez 20 m, nosilnost  300.000 DWT, največje plovilo, ki lahko pluje skozi Melaško ožino, Malezija
- "Dunkirkmax" : Največja širina 45 m, dolžina 289 metrov, največja nosilnost 175 000 (DWT) za vzhodni privez pristanišča Dunkirk, Francija[7]

Mini-bulkerji so manjša plovila z nosilnostjo pod 10 000 ton. Po navadi tovorijo 500-2500 ton po rekah. Imajo nizko višino, da lahko plujejo pod mostovi, imajo manj številčno posadko, 3-8 ljudi.